# Blåprickig solbadare
Blåprickig solbadare (Elysia viridis) är en snäckart som först beskrevs av Montagu 1804. Snäckan ingår i släktet Elysia och familjen Plakobranchidae, Solbadarsnäckor. I en del äldre litteratur kallades den sammetssnigel. Arten är reproducerande i Sverige. Inga underarter finns listade i Catalogue of Life.